# (3933) Portugal
(3933) Portugal es un asteroide que forma parte del cinturón exterior de asteroides y fue descubierto por Richard Martin West el 12 de marzo de 1986 desde el Observatorio de La Silla, Chile.

## Designación y nombre
Portugal recibió inicialmente la designación de 1986 EN4.
Más adelante, en 1990, se nombró por Portugal, un país de Europa.

## Características orbitales
Portugal está situado a una distancia media del Sol de 3,256 ua, pudiendo acercarse hasta 2,947 ua y alejarse hasta 3,564 ua. Tiene una inclinación orbital de 1,691 grados y una excentricidad de 0,09483. Emplea 2146 días en completar una órbita alrededor del Sol.

## Características físicas
La magnitud absoluta de Portugal es 12,4.